# 西比里亞科夫山
西比里亞科夫山（英語：Mount Sibiryakov）是南極洲的山峰，座標67°56′S 49°35′E / 67.933°S 49.583°E，位於恩德比地，處於拉加特山脈的漢布勒山以南約26公里，該山峰在1961至1962年由蘇聯的極地探險隊勘測，以該國破冰船命名。